# 付贤智
付贤智（1957年7月6日—），男，汉族，福建邵武人，中国无机化工专家，中国工程院化工、冶金与材料工程学部院士、第十二、十三、十四届全国人民代表大会福建地区代表。

## 生平
1978至1991年在北京大学化学系物理化学专业学习，先后获得理学学士、理学硕士和理学博士学位；1991年至1993年在北京大学从事博士后研究；1993年至1997年赴美国威斯康辛大学麦迪逊分校从事博士后研究；1997年作为“闽江学者特聘教授”由福建省引进到福州大学工作；加入中国共产党，2002年8月起任福州大学党委常委、副校长；2009年当选中国工程院化工、冶金与材料工程学部院士。
2010年5月起任福州大学校长、中共福州大学委员会副书记。現任能源与环境光催化国家重点实验室主任，国家环境光催化工程技术研究中心主任，2013年，担任第十二届全国人大代表。2018年2月24日，当选为第十三届全国人大代表，2022年5月16日受聘担任福建省人民政府参事，2023年2月24日，当选为第十四届全国人大代表。
2023年12月27日，付贤智因年龄原因不再担任福州大学党委副书记、校长职务。

## 社会兼职
曾任国务院学位委员会委员，中国工程院化工、冶金和材料学部常委，工程科技创新战略研究院学术委员会委员，福建省科协副主席，解放军总装备部防化技术专业组副组长，国民核生化灾害防护国家重点实验室学术委员会主任，中国化学会常务理事等。